# Promenade de la Pantiero
La Promenade de la Pantiero est une voie de la commune française de Cannes dans le département des Alpes-Maritimes en région Provence-Alpes-Côte d'Azur.

## Situation et accès
Située au sud-ouest du quartier Centre-ville - Croisette, la Pantiero fait suite à angle droit au quai Saint-Pierre à l'ouest. 
Le boulevard, d'une longueur de 350 m et au tracé légèrement incurvé, se termine au début du boulevard de la Croisette qui le prolonge vers l'est. Il longe, au nord, les allées de la Liberté-Charles-de-Gaulle et au sud la promenade et l'esplanade du même nom qui bordent le Vieux-Port. Il donne accès, au nord-ouest, à la place Bernard Cornut-Gentille et au centre, à la partie de la rue Louis-Blanc située entre l'hôtel de ville et le kiosque à musique. La rue du Maréchal-Joffre débouche sur le boulevard à son extrémité nord-est.
Sa chaussée à deux fois deux voies est séparée par un terre-plein central fleuri et engazonné, planté, comme les allées de la Liberté, de platanes et de palmiers. Il est élargi en promenade et aménagé de bancs, d'une colonne Morris en acier laqué blanc et d'un Abribus dans le même métal face à l'hôtel-de-ville. Des passages piétons traversent la chaussée au débouché de la place Cornut-Gentile, de la rue Louis-Blanc, de la rue du Maréchal Joffre, face à l'hôtel-de-ville, aux Abribus et à la gare maritime.
Située entre le Vieux-Port et le palais des festivals, la gare maritime, donnant également sur la jetée Albert-Édouard, accueille les bureaux de la douane qui  est à l'origine du nom de la promenade. Les yachts et vieux gréements à quai dans le Vieux-Port constituant un pôle d'attraction important pour les touristes, l'esplanade est très fréquentée notamment à l'occasion du festival international de la plaisance. Elle est aussi empruntée pour rejoindre les points d'embarquement sur les ferries à destination des îles de Lérins, quai Saint-Pierre et quai Max-Laubeuf.

## Origine du nom
Le Guide touristique de l'Office de tourisme de Cannes donne pour origine du nom de la promenade le nom du « territoire soumis à la juridiction de la douane », ce que confirme le Dictionnaire analogique et étymologique des idiomes méridionaux de Louis Boucoirant qui mentionne, en deuxième définition du terme Pantièro : « Sentier, couloir, issue pour les pâtres ou les douaniers ». Le musée national des Douanes indique qu'au XIXe siècle la partie du « rayon », à laquelle sont affectées des brigades avec des pouvoirs spécifiques, est appelée « penthière » et précise que le terme pourrait dériver soit du terme bandière, qui a également donné contrebande, soit du terme pantière, qui désigne le filet utilisé pour la chasse à la palombe, outil de capture des oiseaux utilisé par les chasseurs semblable au dispositif de surveillance mis en œuvre par les douaniers pour attraper les contrebandiers.

## Historique
L'édification du port en 1838 et l'urbanisation qui s'ensuit alentour laisse libre de constructions l'esplanade de la Marine (actuelles allées de la Liberté). L'implantation des maisons suit alors le quai Saint-Pierre et la rue Grande (l'actuelle rue Meynadier), sur le tracé de la « traverse de Cannes », la route de Brignoles à Antibes, jusqu'au ruisseau du Châtaignier qui est alors la limite de la ville. Au-delà ne se trouvent que des terres cultivées et, dans les dunes, la chapelle des pêcheurs, Notre-Dame-de-Bon-Voyage qui fait pendant à la chapelle Saint-Pierre au bout du quai. En 1853, l'esplanade de la Marine qui servait de lieu de séchage pour les filets des pêcheurs est aménagée pour former un lieu de promenades. L'esplanade prend le nom de boulevard de la Mer en 1869 puis de rue de la Mer en 1876.
Au XXe siècle, la « traverse de Cannes » est complétée par la route du bord de mer. Son tracé, suivant celui des allées de la Liberté, du quai Saint-Pierre à la Croisette, est baptisé promenade de la Pantiero par les délibérations et l'arrêté de 1933, sans précision de classement, au boulevard, à la promenade et à l'esplanade du même nom,. Les panneaux municipaux actuels portent l'appellation de « promenade de la Pantiero » pour l'ensemble.
Après avoir constitué un tronçon de la route nationale 559 reliant Marseille à Roquebrune-Cap-Martin, renommée route nationale 98 en 1972 puis route départementale 6098 en 2006, la nouvelle voie constitue ainsi une partie de la route du bord de mer reliant le Var à la frontière italienne.

## Bâtiments remarquables et lieux de mémoire
La promenade de la Pantiero forme, avec les allées de la Liberté, un ensemble versé, comme le Vieux-Port, à l'Inventaire général du patrimoine culturel de la région Provence-Alpes-Côte d'Azur au titre du recensement du patrimoine balnéaire de Cannes. Le monument aux morts et le kiosque à musique font l'objet d'une inscription au titre des monuments historiques. L'édifice de la gare maritime, considéré comme représentatif de l'architecture des trente Glorieuses bénéficie du label « Patrimoine du XXe siècle ».

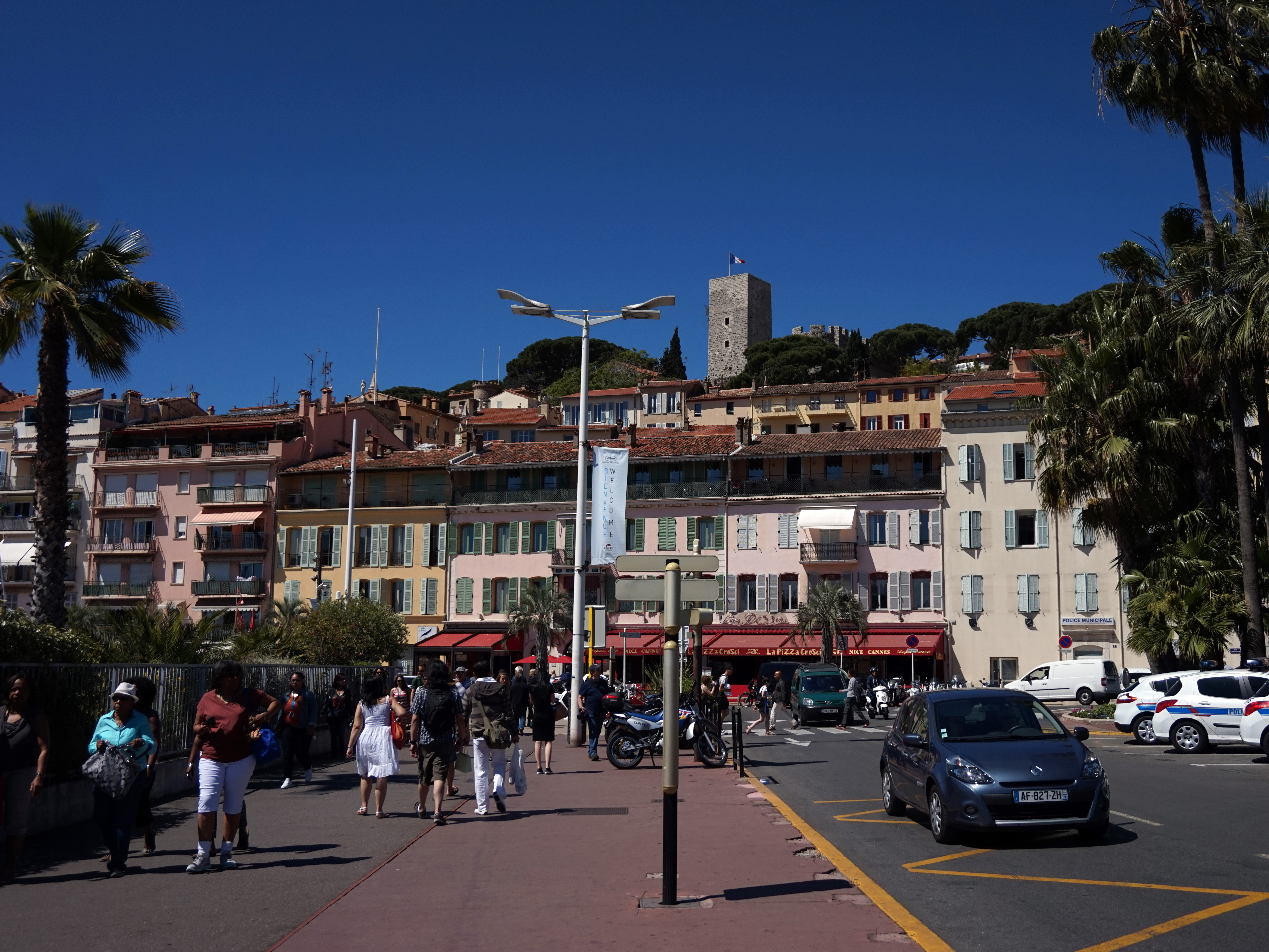
La promenade et le boulevard au débouché du quai Saint-Pierre
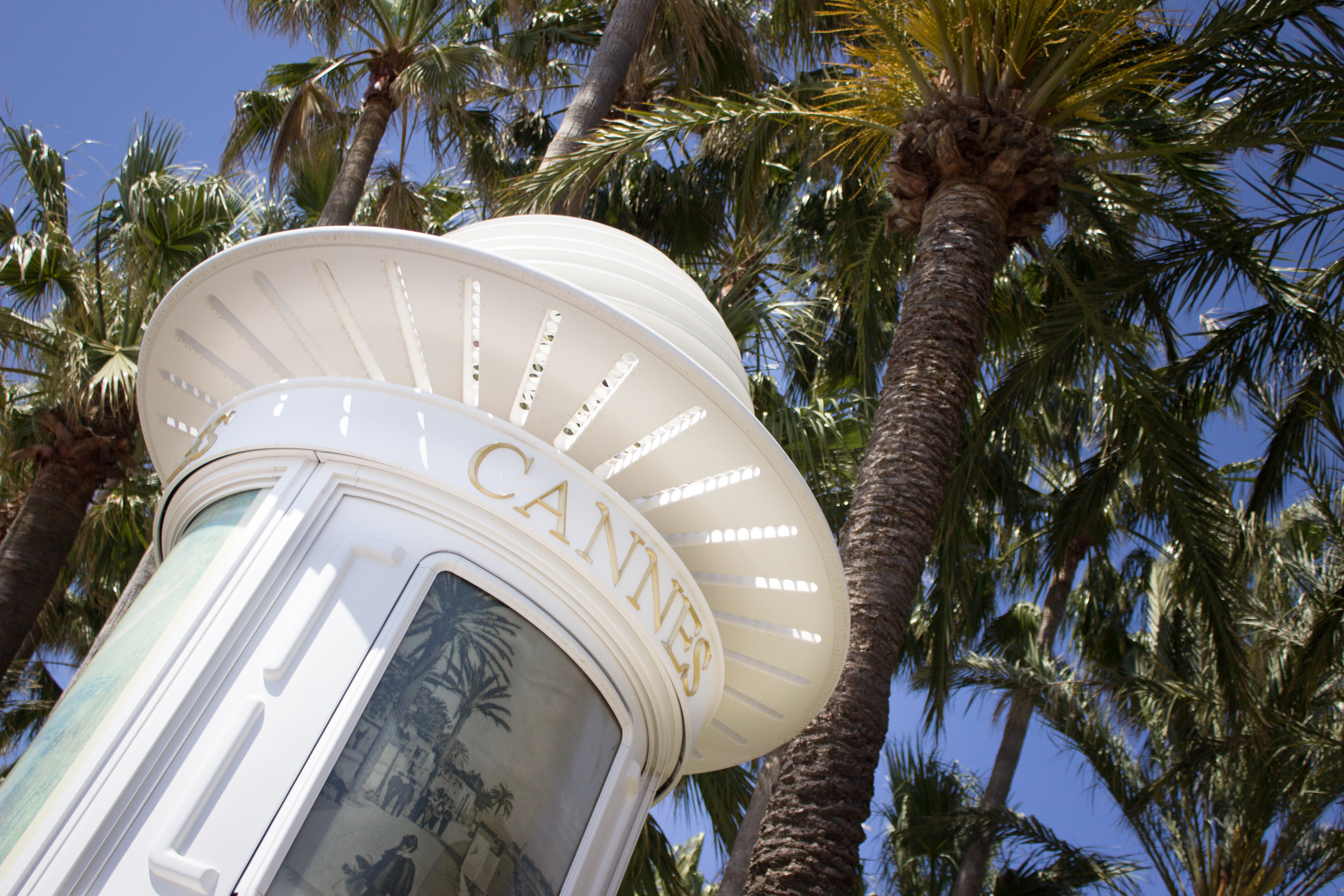
Colonne Morris sous les palmiers de la promenade
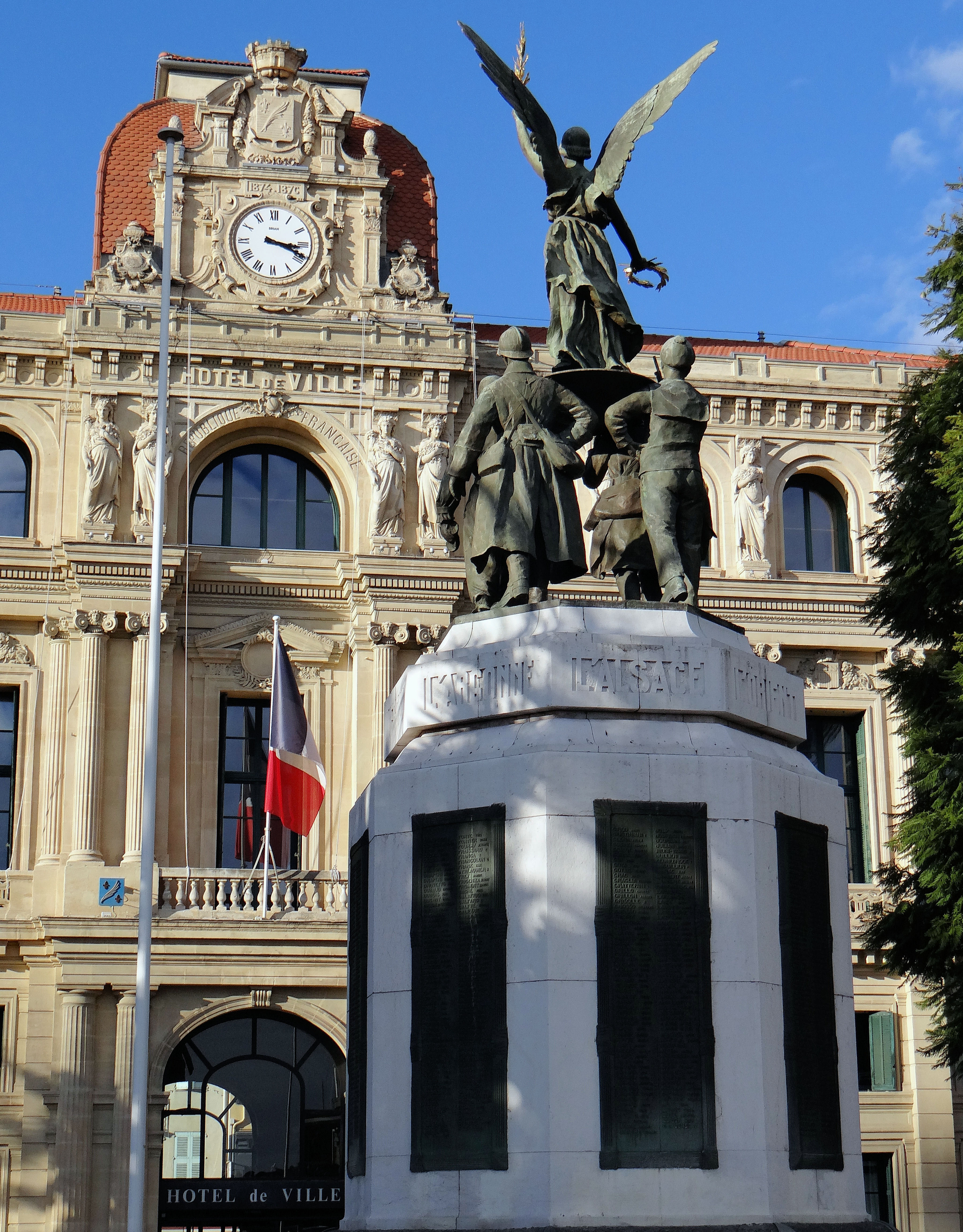
Le monument aux morts, face à l'hôtel de ville
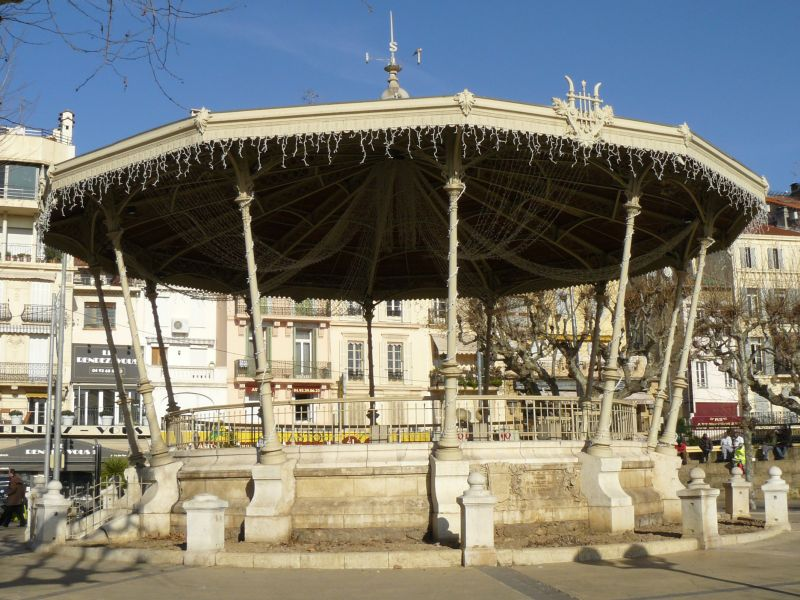
Le kiosque à musique des allées de la Liberté
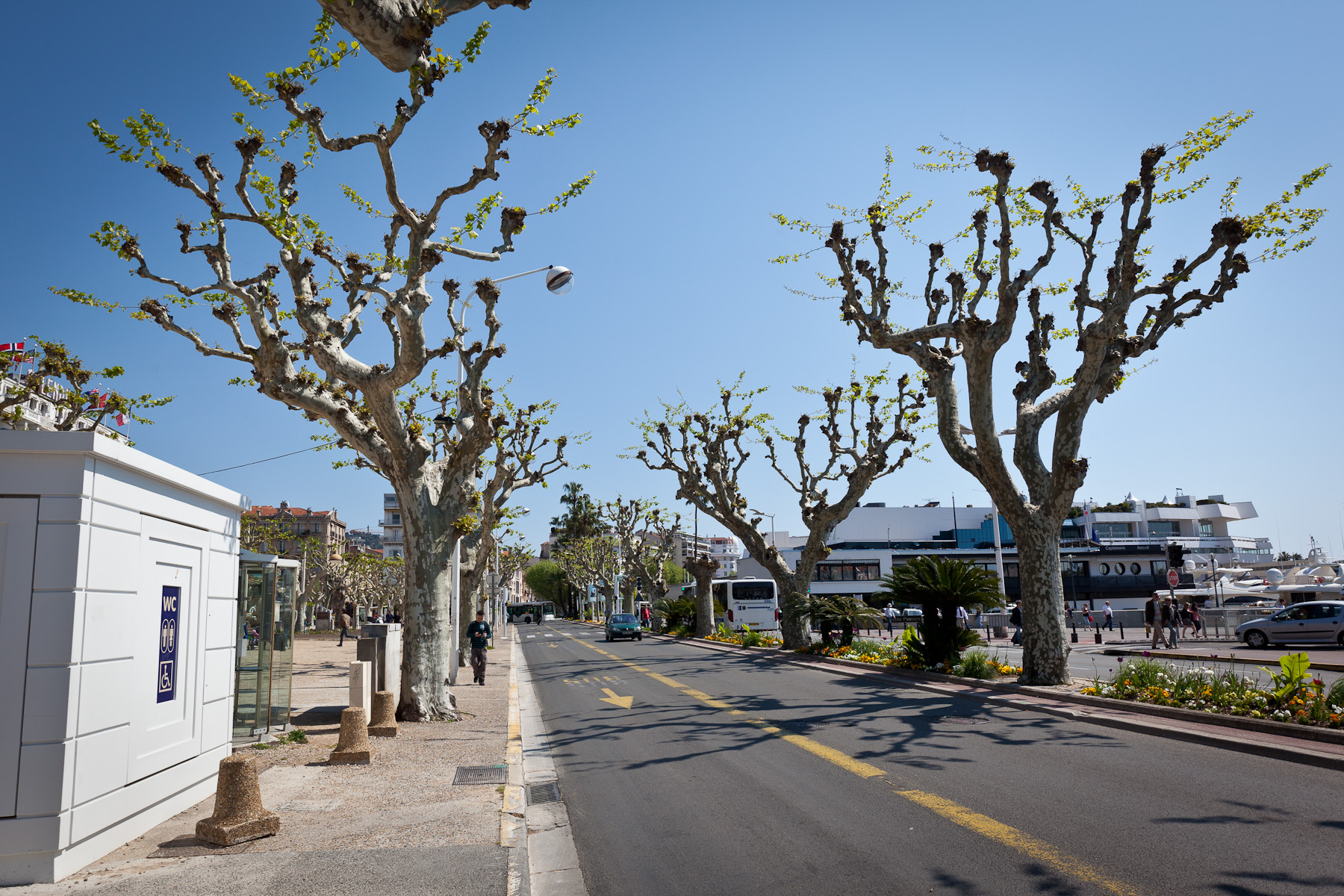
Platanes le long des allées de la Liberté et sur le terre-plein central du boulevard. En fond la gare maritime et le palais des festivals

### Aménagements
Le secteur des allées de la Liberté fait l'objet de travaux de réaménagement et d'harmonisation urbaine pour offrir, à l'automne 2022, une  « place-jardin » provençale végétalisée.